# Hermanfrid Schubart

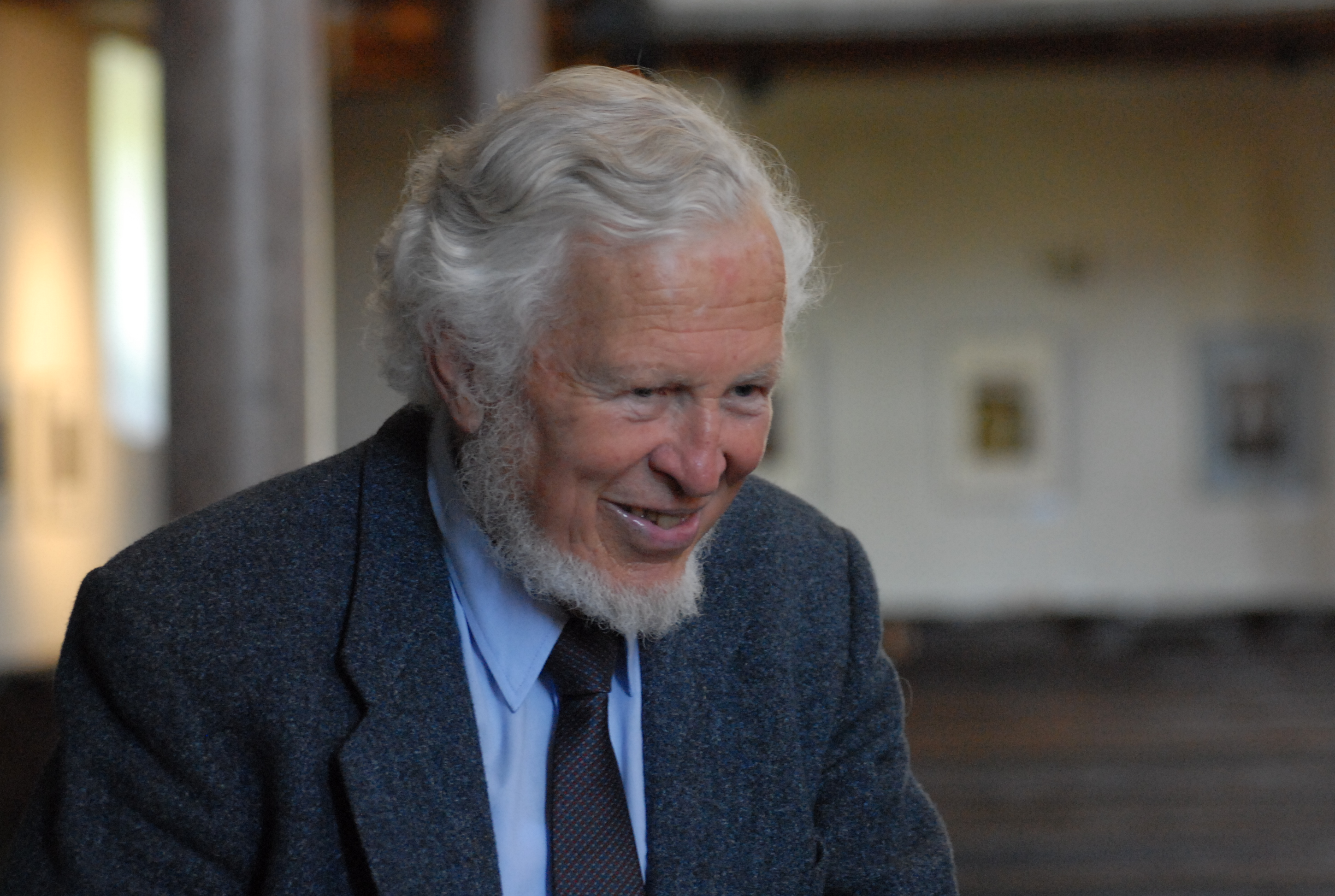
Hermanfrid Schubart en 2008.

Hermanfrid Schubart (nació en Kassel, estado de Hessen, Alemania, el 1 de diciembre de 1930 -) es un arqueólogo y prehistoriador especializado en la Protohistoria de la península ibérica, destacando su contribución a la colonización fenicia.

## Biografía
Hermanfrid Schubart, arqueólogo y prehistoriador del Instituto Arqueológico Alemán de Madrid desde 1960 y director del mismo desde 1981 hasta su jubilación en 1994, con sus excavaciones en la costa de Vélez-Málaga ha dejado una huella muy importante en la investigación sobre los fenicios de la península ibérica.
Entre 1949 y 1953 estudió en las universidades de Greifswald y Leipzig, donde obtuvo la licenciatura, y desde 1953 a 1957 trabajó de profesor asociado en el Instituto de Prehistoria y Protohistoria de la Universidad de Greifswald, donde en 1955 se doctoró con una tesis sobre el Bronce Antiguo en Mecklenburg. Entre 1955 y 1959 dirigió numerosas intervenciones arqueológicas Servicio de Excavaciones de Pomerania y colaboró con el Instituto de Prehistoria y Protohistoria de la Academia alemana de Wissenschaften de Berlín.
En 1959, con 28 años de edad, su doctorado y 20 artículos en el bolsillo, toma una decisión que dará un giro radical a su vida: cruza la frontera para pasar a la Alemania occidental.
Allí es recibido por el Instituto Arqueológico Alemán de Berlín, y le envían al Instituto Arqueológico Alemán de Madrid bajo la dirección de Helmut Schlunk y con su sucesor, Wilhem Grünhagen.
Ha dirigido numerosas excavaciones: entre 1962 y 1973 en Zambujal y Atalaia en Portugal, en 1961 en el Montgó (Denia, Alicante) y entre 1977 y 1999 en Fuente Álamo. 1964 y 1984 desarrolló una intensa actividad en la Axarquía, Málaga: Toscanos, Alarcón, Jardín, Morro de Mezquitilla, Trayamar y Chorreras, de gran importancia en la Arqueología fenicio-púnica.
El abanico de sus investigaciones se extiende desde las fortiﬁcanciones calcolíticas hasta la Edad del Bronce del suroeste peninsular, pasando por la cultura de El Argar, la cultura ibérica y la fenicia.
Una cosa que cabe destacar en todos sus proyectos es la interdisciplinariedad: colaboración con la Botánica, la Geología, la investigación de la línea de la costa,…
Después de la presentación de su trabajo sobre la Edad de Bronce del sureste peninsular (publicado en 1975) le nombraron profesor en la Universidad de Múnich.
Hermanfrid Schubart, ha sido el director del Instituto Arqueológico Alemán de Madrid desde 1981 hasta su jubilación en 1994.
Doctor honoris causa por la Universidad Autónoma de Madrid en 1994. Cruz del mérito de la República Federal de Alemania. Doctor honoris causa por la Universidad de Oporto. En 1992, Medalla de oro de Bellas Artes. Medalla de honor de la Universidad de Málaga. En 1997 la medalla de oro de Andalucía. En 1983 la de la Asociación Española de Amigos de la Arqueología y en 2004 la del Centro de Estudios Fenicios y Púnicos.